# Селенат празеодима
Селенат празеодима — неорганическое соединение,
соль празеодима и селеновой кислоты
с формулой Pr2(SeO4)3,
кристаллы,
растворяется в воде,
образует кристаллогидраты.

## Получение
- Растворение оксида празеодима(III) в растворе селеновой кислоты[3]:

{\displaystyle {\mathsf {Pr_{2}O_{3}+3H_{2}SeO_{4}\ {\xrightarrow {}}\ Pr_{2}(SeO_{4})_{3}+3H_{2}O}}}

## Физические свойства
Селенат празеодима образует кристаллы.
Растворяется в воде.
Образует кристаллогидраты состава Pr2(SeO4)3•n H2O, где n = 5 и 8.
При кристаллизации из холодного раствора образуется октагидрат, из горячей — пентагидрат.

## Химические свойства
- С селенатом калия образует двойную соль Pr2(SeO4)3•3K2SeO4•4H2O.